# Gatis Eglītis
Gatis Eglītis (ur. 4 grudnia 1978 w m. Dobele) – łotewski polityk i ekonomista, poseł na Sejm, w latach 2021–2022 minister zabezpieczenia społecznego, były lider Nowej Partii Konserwatywnej (JKP).

## Życiorys
W 2000 ukończył ekonomię w Sztokholmskiej Szkole Ekonomii w Rydze, a w 2002 stosunki międzynarodowe na Johns Hopkins University w Bolonii. W 2003 uzyskał magisterium ze stosunków międzynarodowych na Akademii Dyplomatycznej w Wiedniu. Był urzędnikiem w resorcie spraw zagranicznych, następnie pracował jako ekonomista w Europejskim Komitecie Ekonomiczno-Społecznym oraz w Komisji Europejskiej. W latach 2015–2016 był doradcą premiera i ministra gospodarki.
Dołączył do Nowej Partii Konserwatywnej (w 2022 partia zmieniła nazwę na Konserwatyści). W wyborach w 2018 z listy tego ugrupowania uzyskał mandat posła na Sejm XIII kadencji. W czerwcu 2021 objął urząd ministra zabezpieczenia społecznego w rządzie Artursa Krišjānisa Kariņša. W 2022 jego ugrupowanie nie przekroczyło wyborczego progu, w listopadzie tegoż roku zastąpił Jānisa Bordānsa na funkcji przewodniczącego partii. W następnym miesiącu Gatis Eglītis zakończył pełnienie funkcji rządowej. W październiku 2023 kierowane przez niego ugrupowanie powróciło do poprzedniej nazwy. Na czele partii stał do września 2024, kiedy to zastąpiła go Dagmāra Beitnere-Le Galla.